# Velký Máj
Der Velký Máj (deutsch Großer Maiberg) ist ein 1386 m n.m. hoher Gipfel des Altvatergebirges nahe Loučná nad Desnou, (Wiesenberg) im Nordosten Tschechiens. Der Berg befindet sich ca. 4,3 km südwestlich des Gipfels Praděd (Altvater).

## Lage
Der Große Maiberg ist über einen flachen Kamm mit der Hohen Heide verbunden. Dieser Kamm setzt sich nach Südwesten über die Drei Brünnl zum Großen Hirschkamm (Jelení hŕbet), über die Schieferheide (Břidličná hora) zur Felsgruppe Backofenstein (Pecný) und schließlich zum Backofen (Pec) fort. Im Norden des Großen Maibergs liegt der kleine Gipfel Schlössl (Zámčisko), im Nordosten der Heiligenhübl (Kamzičník), im Osten, oberhalb von Karlov pod Pradědem (Karlsdorf), der Kleine Maiberg (Malý máj).
Vom Großen Maiberg nach Südwesten erstreckt sich ein Kamm über den Großen Seeberg (Velká Jezerná), Kleinen Seeberg (Malá jezerná) und die Lange Leuth (Dlouhé stráně) hin zum Brünnlberg/Ameisenhübl (Mravenečník). Bemerkenswert ist das Gletscherkar Kleiner Kessel (Malá Kotlina) südlich des Großen Maibergs, das als botanische Schatztruhe gilt.
Auf einer Höhe von 1306 m über dem Meeresspiegel, am Nordwesthang des Berges, befindet sich ein 1937 angebrachte Gedenktafel für
Franz III. Klein von Wiesenberg.